# Melanolophia digna
Melanolophia digna là một loài bướm đêm trong họ Geometridae.